# The Return Of The Giant Hogweed
"The Return of the Giant Hogweed" (en castellano: "El Regreso del perejil gigante") es una canción de la banda de rock progresivo Genesis, cuya letra fue escrita íntegramente por Peter Gabriel. El tema aparece por primera vez en el tercer álbum de Genesis: "Nursery Cryme", del año 1971.
"The Return of the Giant Hogweed" es la canción más fuerte y enérgica del álbum y de este período de Genesis en general, algo comparable en decibelios (pero no en intensidad) a "The Knife", del álbum "Trespass". Es una de las pocas canciones de la era de Peter Gabriel donde el rol principal lo cumple la guitarra de Hackett en lugar del teclado de Banks. La parte de Hackett es muy áspera y se hace más cruda en vivo. Las letras se basan en la introducción del perejil gigante en Inglaterra y el efecto que tuvo sobre la flora local. Lo siguiente es un extracto de un diario australiano:

[...] El perejil gigante (Heracleum mantegazzianum) tiene preocupados a los botánicos británicos. De 4 metros y medio de altura, sus flores de cabeza blanca de olor picante dominan a cualquier tipo de vegetación de ribera. Un espécimen promedio es dos veces más alto que los seres humanos. Más importante, el perejil gigante presenta características perjudiciales, cosa que los excursionistas y lo granjeros, enojados, experimentan dolorosamente. En efecto, cualquiera que toque la planta y luego sea expuesto a la luz del sol puede hacerse quemaduras muy desagradables.
Las hojas y los tallos del perejil gigante contienen grandes cantidades de savia y copiosas cuantías son lanzadas si una hoja o un tallo son rotos o cortados. La savia contiene una substancia fototóxica. Las víctimas pueden sufrir desde un suave sarpullido hasta dolorosas ampollas acuosas, que en casos graves pueden requerir tratamiento en el hospital. En algunas personas especialmente propensas, el contacto con el perejil gigante desemboca en un grave caso de dermatitis recurrente, con sarpullidos que a veces aparecen meses después del contacto original con la planta. Los niños están particularmente en peligro, ya que son atraídos por la espectacular altura de las plantas y por sus grandes flores. 

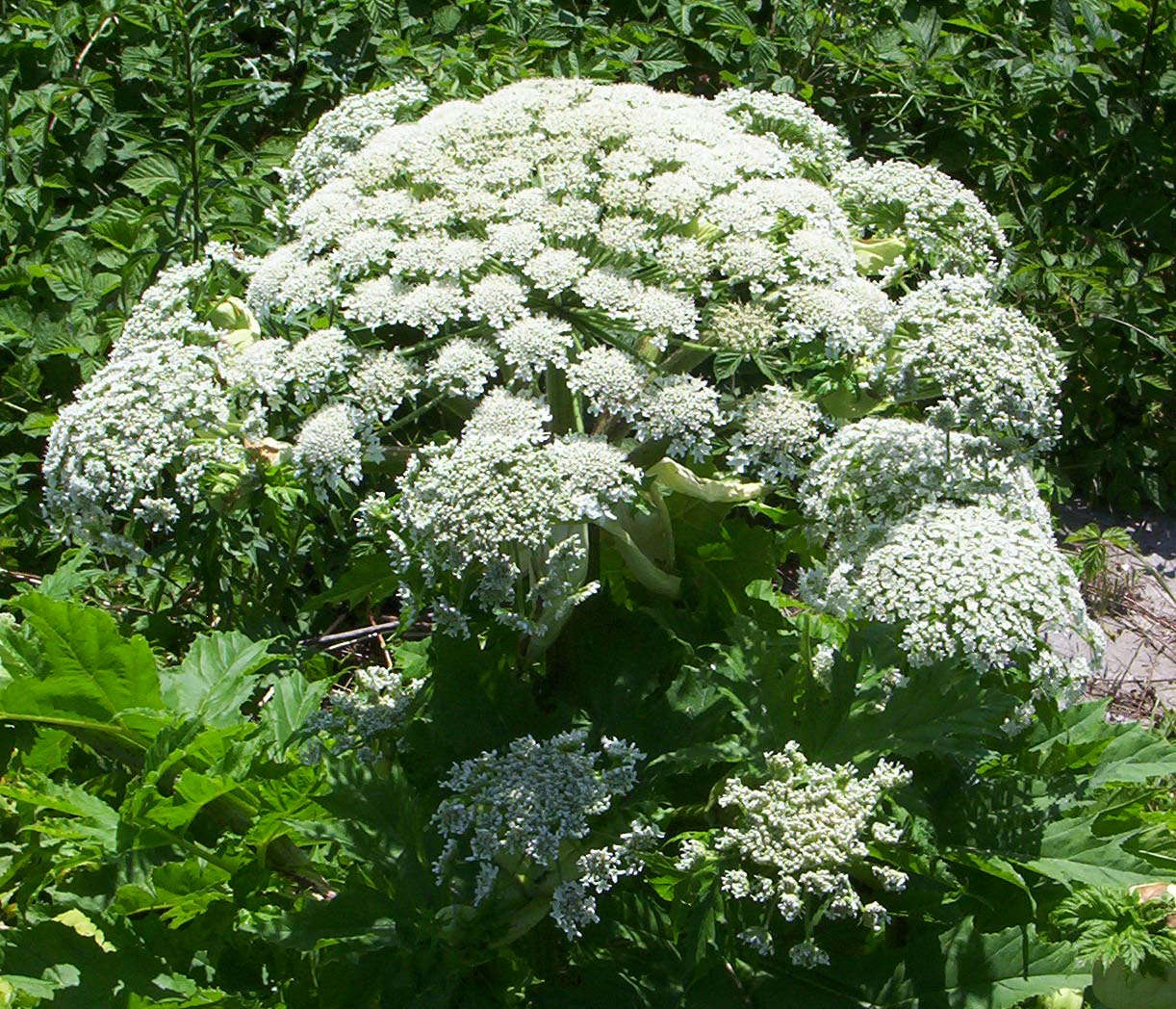
Fotografía de un perejil gigante.

La invasión del perejil gigante está extrañando a los agricultores y científicos británicos. La planta fue introducida trayéndola desde el Cáucaso Ruso a finales del siglo XIX como planta decorativa para los jardines de las casas grandes. Su efectivo sistema de reproducción – la cabeza de la flor de una única planta produce 5.000 semillas o más  – causa su inmediata difusión al entorno de la ribera y a áreas salvajes. Pero es solo en los últimos años que el perejil gigante se ha difundido tan rápidamente como para darles a los granjeros y a los agricultores graves causas para preocuparse.
Se atribuyen los efectos dañinos en la piel a las sustancias químicas contenidas en la savia, que son similares a aquellas usadas en muchas lociones. Afectan a la piel de la misma forma que los bronceadores; el sarpullido y las ampollas pueden ser parecidos a un grave caso de quemadura por el sol. El perejil gigante representa una seria amenaza a lo largo de los ríos británicos en áreas de tierras sin cultivar. La único forma de erradicarlas es cortando la planta debajo del suelo con un pico, un método laborioso e impráctico allí donde miles de plantas han tomado grandes extensiones de tierra. [...]
En definitiva, la canción toma el hecho del perejil gigante y lo lleva a un nivel superior, más sarcástico. Cuenta la historia del perejil gigante que es traído desde Rusia por un explorador victoriano, que dona ejemplares al Real Jardín Botánico de Kew, y cómo es esparcida la planta en Inglaterra por "elegantes caballeros de campo". Luego el perejil se prepara para un ataque que amenaza a la humanidad, y la gente debe buscar refugio y atacarlo durante la noche, ya que entonces no puede fotosintetizar su veneno. Sin embargo, la planta parece inmune a cualquier ataque llevado a cabo con herbicidas. Al final de la canción, se dice que "El poderoso Perejil se ha vengado", y que los humanos deberán conocer la furia del mismo, por lo que se entiende que las plantas comienzan a atacar a la humanidad.
Como era normal en muchas canciones de Genesis, en "The Return of the Giant Hogweed" sonaba mejor la versión en vivo que la que se encontraba en el álbum de estudio. Era una inclusión obligada en el repertorio de canciones durante las giras de "Nursery Cryme" y "Foxtrot", y fue grabada también para el disco "Genesis Live", del año 1973. Luego de esto, solo resurgiría ocasionalmente como un bis durante los conciertos de "Selling England by the Pound", y finalmente, sería descartada.
Brian May, guitarrista de Queen, declaró que el uso de la guitarra de Steve Hackett en esta canción, le resultó muy inspirador